# Enrique Gaspar y Rimbau

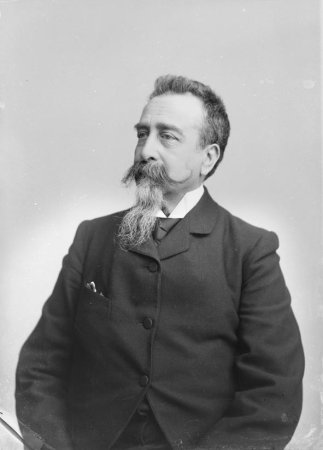
Enrique Gaspar

Enrique Lucio Eugenio Gaspar y Rimbau, född 2 mars 1842 i Madrid, Spanien, död 7 september 1902 i Oloron-Sainte-Marie, Frankrike, var en spansk diplomat och författare.

## Biografi
Enrique Gaspar y Rimbau var son till två skådespelare. Efter sin fars död flyttade han från Madrid till Valencia med sin mor och sina syskon. Han studerade humaniora och filosofi, studier han dock aldrig avslutade då han fick arbete på en bank istället.
Sin första zarzuela skrev han som 13-åring och året därpå skrev han för La Ilustración Valenciana. Då han var 15 satte hans mor upp hans första komedi på teater. Som 21-åring återvände han till Madrid för att ägna sig åt sitt författarskap.
Toppen av hans författarkarriär inföll under perioden 1868-1875, då han valde att skriva operor för borgarna framför att skriva för aristokratin. Under samma period skrev han också historiska dramer, och han blev en pionjär inom den sociala teatern i Spanien.
Som 23-åring gifte sig Gaspar y Rimbau med Enriqueta Batllés y Bertán de Lis, en adelsfröken, till hennes föräldrars stora förtret. Efter födseln av deras andra barn blev han diplomat víd 27 års ålder.
Under sin tid som diplomat, tillbringade han tid i Grekland och Frankrike, och efter ett uppehåll i Madrid blev han konsul i Kina, först i Macau och sedan i Hongkong. Hela tiden fortsatte han att skriva teaterstycken som han också satte upp, bland annat El Diario de Manila.
Efter att återvänt till Europa slog han sig ned i Oloron-Sainte-Marie i södra Frankrike, medan hans familj bodde i Barcelona. Under denna tid skrev han en opera på katalanska. Under sina senare år bodde han på flera olika platser i södra Frankrike och hans fru dog i Marseille, där han var konsul. Då hans hälsa sviktade drog han sig tillbaka till Oloron-Sainte-Marie med sin dotter, svärson och barnbarn, och han dog där som 60-åring.